# Republiek van West-Papoea
De Republiek van West-Papoea (Indonesisch: Republik Papua Barat) is een voorgestelde staat die bestaat uit de regio Westelijk Nieuw-Guinea. De regio wordt sinds 1 mei 1963 door Indonesië bestuurd onder verschillende namen in de volgende volgorde: Irian Barat, Irian Jaya en Papoea. Eind 2021 bestaat de regio uit twee Indonesische provincies: Papoea en West-Papoea.
De Republiek West-Papoea is sinds de oprichting van de organisatie in 1991 een lidstaat van de Organisatie van Niet-Vertegenwoordigde Naties en Volkeren 

## Geschiedenis
Dit gebied was tot 1962 overzees gebiedsdeel van het Koninkrijk der Nederlanden, waarna het na de Indonesisch-Nederlandse gewapende confrontatie van 1961-62 onder de controle van Verenigde Naties kwam. In 1963 werd het bestuur overgedragen aan Indonesië, onder de voorwaarde dat er een volksraadpleging gehouden zou worden waarin de bevolking over een eigen toekomst zou kunnen besluiten. Die volksraadpleging heeft in 1969 plaatsgevonden, maar werd uitgevoerd in de vorm van verkiezingsraden waarbij de uitgekozen stemgerechtigden onder dwang voor bestuur onder Indonesië stemden. Volgens de resultaten van een "referendum" gehouden door de Indonesische autoriteiten, werd het uitgeroepen tot een provincie van dit land. In 2002-2005 werd het geleidelijk verdeeld in twee provincies - Papoea en West-Papoea. In november 2022 was het gebied opgedeeld in zes provincies.